# Christopher Steele
Christopher David Steele (* 24. června 1964 Aden, Jemen) je bývalý zpravodajský důstojník britské tajné služby MI6, ve které pracoval od roku 1987 až do roku 2009. Je zakládajícím ředitelem Orbis Business Intelligence Ltd., společnosti se sídlem v Londýně. Tato společnost poskytuje legální investigativní služby týkající se praní peněz, dohledávání aktiv a řešení soudních sporů pro zákazníky ze Spojeného království.
Christopher Steele na sebe upozornil v roce 2017 v souvislosti s autorstvím dokumentace, ve které se mj. tvrdilo, že činitelé Ruské federace nashromáždili údajně kompromitující informace o americkém prezidentovi Donaldu Trumpovi.

## Kauzy

### 2017: Svazek Trump-Rusko
Jedná se o soukromou zpravodajskou informaci z období od června do prosince roku 2016, kterou zpracoval Christopher Steele, bývalý šéf odboru pro Ruskou federaci v britském zpravodajství MI6. Výsledná dokumentace obsahovala obvinění ze spiknutí okruhu spolupracovníků volební kampaně Donalda Trumpa, přičemž členové kampaně a činitelé Ruské federace se údajně dohodli, že Rusové zasáhnou do voleb v Trumpův prospěch. Zpráva také tvrdila, že Rusko se snažilo poškodit kandidaturu Hillary Clintonové tím, že sdílelo negativních informace o ní s Trumpovým volebním týmem. Dokumentace byla publikována v plném rozsahu společností BuzzFeed dne 10. ledna 2017. Několik hlavních médií kritizovalo rozhodnutí společnosti BuzzFeed kvůli zveřejnění bez předchozího ověření uvedených obvinění.

### 2017: FIFA
Ruská federace měla zájem o pořádání místrovství světa v Rusku v letech 2018 nebo 2022. Mezinárodní fotbalová asociace FIFA pověřila Steeleho společnost, aby prošetřila celý případ. Steeleovo zjištění naznačovalo, že do záležitosti měl být zapleten ruský místopředseda vlády Igor Sečin, který údajně pomohl získat konání Mistrovství světa ve fotbale 2018 pro svou zemi prostřednictvím úplatků.

## Osobní život
Christopher David Steele se narodil v jemenském městě Adenu 24. června 1964. Strávil své dětství v Adenu, na Kypru a na Shetlandských ostrovech. Na Univerzitu v Cambridgi byl přijat v roce 1982, navštěvoval tam Girton College a psal pro nejstarší cambridgeské studentské noviny Varsity. V roce 1986 byl Steele prezidentem debatní společnosti Cambridge Union Debating Society. Svá studia ukončil v roce 1986 titulem v oblasti sociálních a politických věd.
Jeho první manželka, se kterou měl tři děti, zemřela v roce 2009 po dlouhé nemoci. Znovu se oženil v roce 2012, on a jeho druhá žena Katherine mají spolu jedno dítě a vychovávají společně čtyři děti.